# ISO 3166-2:CX
ISO 3166-2:CX é a entrada para Ilha Christmas no ISO 3166-2, parte da ISO 3166 norma publicada pelo Organização Internacional para Padronização (ISO), que define códigos para os nomes das principais subdivisões  (por exemplo, províncias ou estados de todos países codificado no ISO 3166-1.
Atualmente, nenhum código ISO 3166-2 é definido na entrada para a Ilha Christmas. O território não tem subdivisões definidas.
Para a Ilha Christmas é oficialmente atribuído o código ISO 3166-1 alfa-2  CX.